# قائمة قرارات مجلس الأمن التابع للأمم المتحدة 701 إلى 800
هذه قائمة بقرارات مجلس الأمن التابع للأمم المتحدة 701 إلى 800 المعتمدة في الفترة بين 31 يوليو 1991 و8 يناير 1993.
| قرار                                         | التاريخ        | التصويت                                                          | الشواغل |
| -------------------------------------------- | -------------- | ---------------------------------------------------------------- | --- |
| قرار مجلس الأمن التابع للأمم المتحدة رقم 701 | 31 يوليو 1991  | 15–0–0                                                           | تمديد ولاية قوة الأمم المتحدة المؤقتة في لبنان                                                                                |
| قرار مجلس الأمن التابع للأمم المتحدة رقم 702 | 8 أغسطس 1991   | اعتمد بدون تصويت                                                 | قبول كوريا الشمالية وكوريا الجنوبية لدى الأمم المتحدة                                                                         |
| قرار مجلس الأمن التابع للأمم المتحدة رقم 703 | 9 أغسطس 1991   | اعتمد بدون تصويت                                                 | قبول ولايات ميكرونيزيا الموحدة لدى الأمم المتحدة                                                                              |
| قرار مجلس الأمن التابع للأمم المتحدة رقم 704 | 9 أغسطس 1991   | اعتمد بدون تصويت                                                 | قبول جزر مارشال لدى الأمم المتحدة                                                                                             |
| قرار مجلس الأمن التابع للأمم المتحدة رقم 705 | 15 أغسطس 1991  | 15–0–0                                                           | المدفوعات العراقية إلى لجنة الأمم المتحدة للتعويضات                                                                           |
| قرار مجلس الأمن التابع للأمم المتحدة رقم 706 | 15 أغسطس 1991  | 13–1–1 (المعارضون: كوبا؛ امتناع عن التصويت: اليمن)               | الآلية الخاصة بالعراق لبيع النفط مقابل المعونة الإنسانية                                                                      |
| قرار مجلس الأمن التابع للأمم المتحدة رقم 707 | 15 أغسطس 1991  | 15–0–0                                                           | يدين عدم الامتثال للعراق وانتهاكاته للقرار 687                                                                                |
| قرار مجلس الأمن التابع للأمم المتحدة رقم 708 | 28 أغسطس 1991  | 15–0–0                                                           | مقعد شاغر في محكمة العدل الدولية                                                                                              |
| قرار مجلس الأمن التابع للأمم المتحدة رقم 709 | 12 سبتمبر 1991 | اعتمد بدون تصويت                                                 | قبول إستونيا لدى الأمم المتحدة                                                                                                |
| قرار مجلس الأمن التابع للأمم المتحدة رقم 710 | 12 سبتمبر 1991 | اعتمد بدون تصويت                                                 | قبول لاتفيا لدى الأمم المتحدة                                                                                                 |
| قرار مجلس الأمن التابع للأمم المتحدة رقم 711 | 12 سبتمبر 1991 | اعتمد بدون تصويت                                                 | قبول ليتوانيا لدى الأمم المتحدة                                                                                               |
| قرار مجلس الأمن التابع للأمم المتحدة رقم 712 | 19 سبتمبر 1991 | 13-1-1 (المعارضون: كوبا؛ امتناع عن التصويت: اليمن)               | الحالة الإنسانية في العراق؛ لجنة الأمم المتحدة للتعويضات                                                                      |
| قرار مجلس الأمن التابع للأمم المتحدة رقم 713 | 25 سبتمبر 1991 | 15–0–0                                                           | الجهود التي تبذلها الجماعة الأوروبية، وحظر توريد الأسلحة إلى جمهورية يوغوسلافيا الاشتراكية الاتحادية خلال الحروب اليوغوسلافية |
| قرار مجلس الأمن التابع للأمم المتحدة رقم 714 | 30 سبتمبر 1991 | 15–0–0                                                           | التقدم المحرز في تحقيق السلام في السلفادور خلال الحرب الأهلية السلفادورية                                                     |
| قرار مجلس الأمن التابع للأمم المتحدة رقم 715 | 11 أكتوبر 1991 | 15–0–0                                                           | التدابير التي اتخذتها لجنة الأمم المتحدة الخاصة للتحقق من الأسلحة في العراق                                                   |
| قرار مجلس الأمن التابع للأمم المتحدة رقم 716 | 11 أكتوبر 1991 | 15–0–0                                                           | المفاوضات المتعلقة بالنزاع القبرصي                                                                                            |
| قرار مجلس الأمن التابع للأمم المتحدة رقم 717 | 16 أكتوبر 1991 | 15–0–0                                                           | إنشاء بعثة الأمم المتحدة المتقدمة في كمبوديا                                                                                  |
| قرار مجلس الأمن التابع للأمم المتحدة رقم 718 | 31 أكتوبر 1991 | 15–0–0                                                           | التسوية السياسية للنزاع في كمبوديا                                                                                            |
| قرار مجلس الأمن التابع للأمم المتحدة رقم 719 | 6 نوفمبر 1991  | 15–0–0                                                           | تمديد ولاية فريق مراقبي الأمم المتحدة في أمريكا الوسطى                                                                        |
| قرار مجلس الأمن التابع للأمم المتحدة رقم 720 | 21 نوفمبر 1991 | 15–0–0                                                           | يوصي بتعيين بطرس بطرس غالي أمينا عاما                                                                                         |
| قرار مجلس الأمن التابع للأمم المتحدة رقم 721 | 27 نوفمبر 1991 | 15–0–0                                                           | جهود الأمين العام في جمهورية يوغوسلافيا الاتحادية الاشتراكية خلال الحروب اليوغوسلافية                                         |
| قرار مجلس الأمن التابع للأمم المتحدة رقم 722 | 29 نوفمبر 1991 | 15–0–0                                                           | تمديد ولاية قوة الأمم المتحدة لمراقبة فض الاشتباك                                                                             |
| قرار مجلس الأمن التابع للأمم المتحدة رقم 723 | 12 ديسمبر 1991 | 15–0–0                                                           | تمديد ولاية قوة الأمم المتحدة لحفظ السلام في قبرص                                                                             |
| قرار مجلس الأمن التابع للأمم المتحدة رقم 724 | 15 ديسمبر 1991 | 15–0–0                                                           | إنشاء لجنة مجلس الأمن المعنية بالحروب اليوغوسلافية                                                                            |
| قرار مجلس الأمن التابع للأمم المتحدة رقم 725 | 31 ديسمبر 1991 | 15–0–0                                                           | خطة التسوية للاستفتاء في الصحراء الغربية                                                                                      |
| قرار مجلس الأمن التابع للأمم المتحدة رقم 726 | 6 يناير 1992   | 15–0–0                                                           | عمليات الترحيل التي تقوم بها إسرائيل للفلسطينيين في الأراضي المحتلة                                                           |
| قرار مجلس الأمن التابع للأمم المتحدة رقم 727 | 8 يناير 1992   | 15–0–0                                                           | بعثة الاتحاد الأوروبي للرصد في جمهورية يوغوسلافيا الاتحادية الاشتراكية                                                        |
| قرار مجلس الأمن التابع للأمم المتحدة رقم 728 | 8 يناير 1992   | 15–0–0                                                           | إزالة الألغام، عملية السلام في كمبوديا                                                                                        |
| قرار مجلس الأمن التابع للأمم المتحدة رقم 729 | 14 يناير 1992  | 15–0–0                                                           | توسيع بعثة مراقبي الأمم المتحدة في السلفادور                                                                                  |
| قرار مجلس الأمن التابع للأمم المتحدة رقم 730 | 16 يناير 1992  | 15–0–0                                                           | إنهاء عمل فريق مراقبي الأمم المتحدة في أمريكا الوسطى                                                                          |
| قرار مجلس الأمن التابع للأمم المتحدة رقم 731 | 21 يناير 1992  | 15–0–0                                                           | إدانة ليبيا على تدمير طائرة بان أم الرحلة 103 فوق لوكيربي ويو تي إيه الرحلة 772 فوق النيجر                                    |
| قرار مجلس الأمن التابع للأمم المتحدة رقم 732 | 23 يناير 1992  | اعتمد بدون تصويت                                                 | قبول كازاخستان لدى الأمم المتحدة                                                                                              |
| قرار مجلس الأمن التابع للأمم المتحدة رقم 733 | 23 يناير 1992  | 15–0–0                                                           | فرض حظر على توريد الأسلحة إلى الصومال بسبب الحرب الأهلية الصومالية                                                            |
| قرار مجلس الأمن التابع للأمم المتحدة رقم 734 | 29 يناير 1992  | 15–0–0                                                           | تمديد ولاية قوة الأمم المتحدة المؤقتة في لبنان                                                                                |
| قرار مجلس الأمن التابع للأمم المتحدة رقم 735 | 29 يناير 1992  | اعتمد بدون تصويت                                                 | قبول أرمينيا لدى الأمم المتحدة                                                                                                |
| قرار مجلس الأمن التابع للأمم المتحدة رقم 736 | 29 يناير 1992  | اعتمد بدون تصويت                                                 | قبول قيرغيزستان لدى الأمم المتحدة                                                                                             |
| قرار مجلس الأمن التابع للأمم المتحدة رقم 737 | 29 يناير 1992  | اعتمد بدون تصويت                                                 | قبول أوزبكستان لدى الأمم المتحدة                                                                                              |
| قرار مجلس الأمن التابع للأمم المتحدة رقم 738 | 29 يناير 1992  | اعتمد بدون تصويت                                                 | قبول طاجيكستان عضوا في الأمم المتحدة                                                                                          |
| قرار مجلس الأمن التابع للأمم المتحدة رقم 739 | 5 فبراير 1992  | اعتمد بدون تصويت                                                 | قبول جمهورية مولدوفا لدى الأمم المتحدة                                                                                        |
| قرار مجلس الأمن التابع للأمم المتحدة رقم 740 | 7 فبراير 1992  | 15–0–0                                                           | خطة حفظ السلام لجمهورية يوغوسلافيا الاتحادية الديمقراطية أثناء الحروب اليوغوسلافية                                            |
| قرار مجلس الأمن التابع للأمم المتحدة رقم 741 | 7 فبراير 1992  | اعتمد بدون تصويت                                                 | انضمام تركمانستان إلى الأمم المتحدة                                                                                           |
| قرار مجلس الأمن التابع للأمم المتحدة رقم 742 | 14 فبراير 1992 | اعتمد بدون تصويت                                                 | قبول أذربيجان لدى الأمم المتحدة                                                                                               |
| قرار مجلس الأمن التابع للأمم المتحدة رقم 743 | 21 فبراير 1992 | 15–0–0                                                           | إنشاء قوة الأمم المتحدة للحماية في يوغوسلافيا                                                                                 |
| قرار مجلس الأمن التابع للأمم المتحدة رقم 744 | 25 فبراير 1992 | اعتمد بدون تصويت                                                 | قبول سان مارينو لدى الأمم المتحدة                                                                                             |
| قرار مجلس الأمن التابع للأمم المتحدة رقم 745 | 28 فبراير 1992 | 15–0–0                                                           | إنشاء سلطة الأمم المتحدة الانتقالية في كمبوديا                                                                                |
| قرار مجلس الأمن التابع للأمم المتحدة رقم 746 | 17 مارس 1992   | 15–0–0                                                           | يحث الأطراف المشاركة في الحرب الأهلية الصومالية على التعاون مع الأمم المتحدة                                                  |
| قرار مجلس الأمن التابع للأمم المتحدة رقم 747 | 24 مارس 1992   | 15–0–0                                                           | توسيع ولاية بعثة الأمم المتحدة الثانية للتحقق في أنغولا                                                                       |
| قرار مجلس الأمن التابع للأمم المتحدة رقم 748 | 31 مارس 1992   | 10–0–5 (الممتنعون: الرأس الأخضر، الصين، الهند، المغرب، زيمبابوي) | فرض حظر على الطيران المدني، والأسلحة على ليبيا                                                                                |
| قرار مجلس الأمن التابع للأمم المتحدة رقم 749 | 7 أبريل 1992   | 15–0–0                                                           | قوة الأمم المتحدة للحماية |
| قرار مجلس الأمن التابع للأمم المتحدة رقم 750 | 10 أبريل 1992  | 15–0–0                                                           | المفاوضات المتعلقة بالنزاع القبرصي                                                                                            |
| قرار مجلس الأمن التابع للأمم المتحدة رقم 751 | 24 أبريل 1992  | 15–0–0                                                           | إنشاء عملية الأمم المتحدة الأولى في الصومال؛ وحظر الأسلحة المفروض على الصومال                                                 |
| قرار مجلس الأمن التابع للأمم المتحدة رقم 752 | 15 مايو 1992   | 15–0–0                                                           | حرب البوسنة والهرسك |
| قرار مجلس الأمن التابع للأمم المتحدة رقم 753 | 18 مايو 1992   | اعتمد بدون تصويت                                                 | قبول كرواتيا لدى الأمم المتحدة                                                                                                |
| قرار مجلس الأمن التابع للأمم المتحدة رقم 754 | 18 مايو 1992   | اعتمد بدون تصويت                                                 | قبول سلوفينيا لدى الأمم المتحدة                                                                                               |
| قرار مجلس الأمن التابع للأمم المتحدة رقم 755 | 20 مايو 1992   | اعتمد بدون تصويت                                                 | قبول البوسنة والهرسك لدى الأمم المتحدة                                                                                        |
| قرار مجلس الأمن التابع للأمم المتحدة رقم 756 | 29 مايو 1992   | 15–0–0                                                           | تمديد ولاية قوة الأمم المتحدة لمراقبة فض الاشتباك                                                                             |
| قرار مجلس الأمن التابع للأمم المتحدة رقم 757 | 30 مايو 1992   | 13–0–2 (الممتنعون: الصين، زيمبابوي)                              | فرض جزاءات اقتصادية و حظر على جمهورية يوغوسلافيا الاتحادية                                                                    |
| قرار مجلس الأمن التابع للأمم المتحدة رقم 758 | 8 يونيو 1992   | 15–0–0                                                           | توسيع قوة الأمم المتحدة للحماية؛ وانتهاكات وقف إطلاق النار في البوسنة                                                         |
| قرار مجلس الأمن التابع للأمم المتحدة رقم 759 | 12 يونيو 1992  | 15–0–0                                                           | تمديد ولاية قوة الأمم المتحدة لحفظ السلام في قبرص                                                                             |
| قرار مجلس الأمن التابع للأمم المتحدة رقم 760 | 18 يونيو 1992  | 15–0–0                                                           | الجزاءات المفروضة على جمهورية يوغوسلافيا الاتحادية                                                                            |
| قرار مجلس الأمن التابع للأمم المتحدة رقم 761 | 29 يونيو 1992  | 15–0–0                                                           | يدعو إلى عمليات نشر إضافية لقوة الحماية التابعة للأمم المتحدة                                                                 |
| قرار مجلس الأمن التابع للأمم المتحدة رقم 762 | 30 يونيو 1992  | 15–0–0                                                           | إنشاء لجنة مشتركة، وتعزيز قوة الأمم المتحدة للحماية                                                                           |
| قرار مجلس الأمن التابع للأمم المتحدة رقم 763 | 6 يوليو 1992   | اعتمد بدون تصويت                                                 | قبول جورجيا لدى الأمم المتحدة                                                                                                 |
| قرار مجلس الأمن التابع للأمم المتحدة رقم 764 | 13 يوليو 1992  | 15–0–0                                                           | استمرار القتال في البوسنة والهرسك                                                                                             |
| قرار مجلس الأمن التابع للأمم المتحدة رقم 765 | 16 يوليو 1992  | 15–0–0                                                           | مذبحة بويباتونغ في جنوب أفريقيا                                                                                               |
| قرار مجلس الأمن التابع للأمم المتحدة رقم 766 | 21 يوليو 1992  | 15–0–0                                                           | الصعوبات التي تعترض تنفيذ الاتفاقات السياسية في كمبوديا                                                                       |
| قرار مجلس الأمن التابع للأمم المتحدة رقم 767 | 27 يوليو 1992  | 15–0–0                                                           | يحث الأطراف على التعاون مع عملية الأمم المتحدة الأولى في الصومال                                                              |
| قرار مجلس الأمن التابع للأمم المتحدة رقم 768 | 30 يوليو 1992  | 15–0–0                                                           | تمديد ولاية قوة الأمم المتحدة المؤقتة في لبنان                                                                                |
| قرار مجلس الأمن التابع للأمم المتحدة رقم 769 | 7 أغسطس 1992   | 15–0–0                                                           | توسيع نطاق قوة الحماية التابعة ل الأمم المتحدة وتعزيزها                                                                       |
| قرار مجلس الأمن التابع للأمم المتحدة رقم 770 | 13 أغسطس 1992  | 12–0–3 (الممتنعون: الصين، الهند، زيمبابوي)                       | المساعدة الإنسانية في البوسنة والهرسك                                                                                         |
| قرار مجلس الأمن التابع للأمم المتحدة رقم 771 | 13 أغسطس 1992  | 15–0–0                                                           | يدين "التطهير العرقي"، والانتهاكات الأخرى في البوسنة ويوغوسلافيا                                                              |
| قرار مجلس الأمن التابع للأمم المتحدة رقم 772 | 17 أغسطس 1992  | 15–0–0                                                           | الإذن بنشر مراقبين من الأمم المتحدة في جنوب أفريقيا                                                                           |
| قرار مجلس الأمن التابع للأمم المتحدة رقم 773 | 26 أغسطس 1992  | 14–0–1 (امتنع عن التصويت: الإكوادور)                             | تؤيد القرارات التي اتخذتها لجنة ترسيم الحدود بين العراق والكويت                                                               |
| قرار مجلس الأمن التابع للأمم المتحدة رقم 774 | 26 أغسطس 1992  | 15–0–0                                                           | المفاوضات المتعلقة بالنزاع القبرصي                                                                                            |
| قرار مجلس الأمن التابع للأمم المتحدة رقم 775 | 28 أغسطس 1992  | 15–0–0                                                           | الإذن بزيادة قوة عملية الأمم المتحدة الأولى في الصومال                                                                        |
| قرار مجلس الأمن التابع للأمم المتحدة رقم 776 | 14 سبتمبر 1992 | 12–0–3 (الممتنعون: الصين، الهند، زيمبابوي)                       | توسيع قوة الأمم المتحدة للحماية في البوسنة والهرسك                                                                            |
| قرار مجلس الأمن التابع للأمم المتحدة رقم 777 | 19 سبتمبر 1992 | 12–0–3 (الممتنعون: الصين، الهند، زيمبابوي)                       | يعلن أن جمهورية يوغوسلافيا الاتحادية الاشتراكية لم تعد موجودة                                                                 |
| قرار مجلس الأمن التابع للأمم المتحدة رقم 778 | 2 أكتوبر 1992  | 14–0–1 (امتنع عن التصويت: الصين)                                 | تحويل الأموال من مبيعات النفط العراقي إلى حساب الضمان المعلق في القرار 706                                                    |
| قرار مجلس الأمن التابع للأمم المتحدة رقم 779 | 6 أكتوبر 1992  | 15–0–0                                                           | يأذن لقوة الأمم المتحدة للحماية برصد انسحاب الجيش اليوغوسلافي من كرواتيا                                                      |
| قرار مجلس الأمن التابع للأمم المتحدة رقم 780 | 6 أكتوبر 1992  | 15–0–0                                                           | إنشاء لجنة خبراء لتحليل المعلومات عملا بالقرار 771                                                                            |
| قرار مجلس الأمن التابع للأمم المتحدة رقم 781 | 9 أكتوبر 1992  | 14–0–1 (امتنع عن التصويت: الصين)                                 | حظر الرحلات الجوية العسكرية فوق البوسنة والهرسك                                                                               |
| قرار مجلس الأمن التابع للأمم المتحدة رقم 782 | 13 أكتوبر 1992 | 15–0–0                                                           | اتفاقات روما العامة للسلام خلال الحرب الأهلية الموزمبيقية                                                                     |
| قرار مجلس الأمن التابع للأمم المتحدة رقم 783 | 13 أكتوبر 1992 | 15–0–0                                                           | المطالبة بالنشر الكامل لسلطة الأمم المتحدة الانتقالية في كمبوديا                                                              |
| قرار مجلس الأمن التابع للأمم المتحدة رقم 784 | 30 أكتوبر 1992 | 15–0–0                                                           | تمديد ولاية بعثة مراقبي الأمم المتحدة في السلفادور                                                                            |
| قرار مجلس الأمن التابع للأمم المتحدة رقم 785 | 30 أكتوبر 1992 | 15–0–0                                                           | تمديد ولاية بعثة الأمم المتحدة الثانية للتحقق في أنغولا                                                                       |
| قرار مجلس الأمن التابع للأمم المتحدة رقم 786 | 10 نوفمبر 1992 | 15–0–0                                                           | زيادة حجم قوة الأمم المتحدة للحماية في البوسنة والهرسك                                                                        |
| قرار مجلس الأمن التابع للأمم المتحدة رقم 787 | 16 نوفمبر 1992 | 13–0–2 (الممتنعون: الصين، زيمبابوي)                              | الجزاءات الأخرى المفروضة على جمهورية يوغوسلافيا الاتحادية                                                                     |
| قرار مجلس الأمن التابع للأمم المتحدة رقم 788 | 19 نوفمبر 1992 | 15–0–0                                                           | فرض حظر على توريد الأسلحة إلى ليبريا خلال الحرب الأهلية الليبيرية الأولى                                                      |
| قرار مجلس الأمن التابع للأمم المتحدة رقم 789 | 25 نوفمبر 1992 | 15–0–0                                                           | المفاوضات المتعلقة بتسوية النزاع القبرصي                                                                                      |
| قرار مجلس الأمن التابع للأمم المتحدة رقم 790 | 25 نوفمبر 1992 | 15–0–0                                                           | تمديد ولاية قوة الأمم المتحدة لمراقبة فض الاشتباك                                                                             |
| قرار مجلس الأمن التابع للأمم المتحدة رقم 791 | 30 نوفمبر 1992 | 15–0–0                                                           | تمديد ولاية بعثة مراقبي الأمم المتحدة في السلفادور                                                                            |
| قرار مجلس الأمن التابع للأمم المتحدة رقم 792 | 30 نوفمبر 1992 | 14–0–1 (امتنع عن التصويت: الصين)                                 | تحضير سلطة الأمم المتحدة الانتقالية في كمبوديا لانتخابات عام 1993                                                             |
| قرار مجلس الأمن التابع للأمم المتحدة رقم 793 | 30 نوفمبر 1992 | 15–0–0                                                           | تمديد ولاية بعثة الأمم المتحدة الثانية ل التحقق في أنغولا                                                                     |
| قرار مجلس الأمن التابع للأمم المتحدة رقم 794 | 3 ديسمبر 1992  | 15–0–0                                                           | إنشاء فرقة العمل الموحدة في الصومال                                                                                           |
| قرار مجلس الأمن التابع للأمم المتحدة رقم 795 | 11 ديسمبر 1992 | 15–0–0                                                           | نشر قوة الأمم المتحدة للحماية على الحدود المقدونية                                                                            |
| قرار مجلس الأمن التابع للأمم المتحدة رقم 796 | 14 ديسمبر 1992 | 15–0–0                                                           | تمديد ولاية قوة الأمم المتحدة لحفظ السلام في قبرص                                                                             |
| قرار مجلس الأمن التابع للأمم المتحدة رقم 797 | 16 ديسمبر 1992 | 15–0–0                                                           | إنشاء عملية الأمم المتحدة في موزمبيق                                                                                          |
| قرار مجلس الأمن التابع للأمم المتحدة رقم 798 | 18 ديسمبر 1992 | 15–0–0                                                           | إدانة اغتصاب النساء في البوسنة والهرسك                                                                                        |
| قرار مجلس الأمن التابع للأمم المتحدة رقم 799 | 18 ديسمبر 1992 | 15–0–0                                                           | ترحيل الفلسطينيين من قبل إسرائيل                                                                                              |
| قرار مجلس الأمن التابع للأمم المتحدة رقم 800 | 8 يناير 1993   | اعتمد بدون تصويت                                                 | قبول جمهورية سلوفاكيا لدى الأمم المتحدة                                                                                       |